# Solino
Solino ist ein Film des Regisseurs Fatih Akin aus dem Jahr 2002. Er handelt von der italienischen Familie Amato, die von Süditalien nach Deutschland ins Ruhrgebiet auswandert. Der Film spielt zwischen 1964 und 1984 und zeigt das Schicksal der Familie im Abstand von jeweils zehn Jahren. Es ist der erste Film von Fatih Akin, bei dem er selbst nicht das Drehbuch verfasst hat. Der Untertitel auf dem Filmplakat lautet „Brüder sind immer die engsten Freunde… und die bittersten Rivalen“.

## Handlung
Romano und Rosa Amato haben vom Wirtschaftswunder in Deutschland gehört. Mit ihren kleinen Söhnen Gigi und Giancarlo kommen sie 1964 nach Duisburg und hoffen dort auf ein besseres Leben. Sie eröffnen gemeinsam eine Pizzeria mit dem Namen ihres Heimatdorfes Solino. Der jüngere Gigi freundet sich mit Herrn Klasen, dem Inhaber des benachbarten Fotogeschäftes an, und als sich ein Filmteam, das in der Nähe einen Film dreht, für einige Tage bei den Eltern bewirten lässt, entdeckt er seine Leidenschaft für Fotografie und Film. Giancarlo, eher ein Draufgänger, buhlt hingegen um mehr Aufmerksamkeit bei der gemeinsamen Freundin Jo.
Zehn Jahre später mieten sich Gigi, Giancarlo und Jo gemeinsam eine Wohnung, nachdem sie sich mit ihrem Vater überworfen haben. Gigi und Jo sind mittlerweile ein Paar. Während sich Giancarlo mit zwielichtigen Typen herumtreibt, will Gigi immer noch Filme drehen. Er schafft es sogar, mit einem Dokumentarfilm für die Ruhrfilmtage vorgeschlagen zu werden. Als Rosa ihren Mann in flagranti mit einer anderen Frau ertappt, zieht sie zu ihren Söhnen in die WG. Durch die viele Arbeit in der Pizzeria fühlt sie sich immer sehr erschöpft und erfährt daraufhin von ihrem Arzt, dass sie unheilbar an Leukämie leidet. Sie will sofort zurück nach Solino. Gigi bringt es nicht übers Herz, sie alleine zu lassen und begleitet sie nach Italien. Telefonisch erfährt er dort, dass sein Film bei den Ruhrfilmtagen gezeigt werden soll und verabredet mit seinem Bruder, dass sich dieser solange um die Mutter kümmert. Giancarlo kommt jedoch nicht nach Solino, nimmt aber dafür die Trophäe bei den Ruhrfilmtagen in Empfang und gibt sich als sein Bruder aus. Gigi erfährt davon in der Zeitung und reist wütend nach Duisburg. Dort erwischt er Giancarlo mit Jo im Bett, und die beiden Brüder trennen sich im Bruderzwist. Da Giancarlo sich auch weiterhin nicht um seine Mutter kümmern will, bleibt Gigi nichts anders übrig, als wieder nach Solino zu fahren. Dort kommt er Ada, einer Freundin aus Kindertagen, näher. Die beiden eröffnen ein Freilichtkino, in dem Gigi seine Filme zeigt.
Wiederum zehn Jahre später heiraten Ada und Gigi, und sogar Giancarlo kommt zum ersten Mal zurück nach Solino. Nur der Vater weigert sich zur Hochzeitsfeier zu kommen, da er sich nicht vor seinem Dorf blamieren möchte.

## Entstehung
Ruth Toma hatte ein Drehbuch über italienische Einwanderer in Deutschland geschrieben, auf das der Produzent Ralph Schwingel eine Option erworben hatte. Schwingel wollte die Meinung eines direkt von Einwanderung Betroffenen zu dem Buch einholen und gab es dem Deutschtürken Fatih Akin zum Lesen. Dieser war von Tomas Arbeit nach anfänglicher Skepsis so eingenommen, dass er unbedingt den Film selbst machen wollte, wobei Akin daraufhin sowohl Schwingel als auch Toma davon überzeugen musste, dass er, der bislang nur nach eigenen Drehbüchern gearbeitet hatte, für das Projekt der richtige Regisseur sei. Drehort in Italien war Leverano, Provinz Lecce in Apulien.

## Kritiken
„Ein unterhaltsamer epischer Bilderbogen, dem es mitunter aber an Überzeugungskraft mangelt, da vieles nur behauptet und die Konfrontation mit der Fremde nicht immer überzeugend vermittelt wird. Auch die den Figuren innewohnende Tragik tendiert durch die zögerliche Inszenierung eher zur Rührseligkeit. Unglücklich auch die Mentalitäten und sprachliche Klangfarben nivellierende Synchronisation.“

„Trotz einiger Längen im Mittelteil und ein paar unbefriedigender Erzählstränge hat Fatih Akin auf der Vorlage eines tollen Drehbuchs einen großartigen Film geschaffen, der die Zuschauer berührt und dessen Geschichte einen mitreißt.“

„Mit Solino hat Fatih Akin erneut bewiesen, wie gut er Geschichten erzählen und Stimmungen erzeugen kann. Der neorealistische Film mit teils romantischen, teils tragikomischen Episoden wurde bis in die Details sorgfältig inszeniert.“

„Der Film krankt an der Vereinfachung seiner Bestandteile. So ist beinahe jede Figur deutlich überdeterminiert: Ein dutzendmal muss Gigi wiederholen, dass er Filme machen will (der Film erklärt: er ist ein sensibler, geborener Künstler), ein dutzendmal stellt Bruder Giancarlo seine kriminellen Tendenzen unter Beweis (der Film erklärt: er ist ein schwacher, grober Mensch), latent blass und müde leidet die Mutter an der deutschen Kälte im Doppelsinn (der Film erklärt: sie sehnt sich nach Italien zurück), und so weiter und so fort. Weil der Film zu wenig an seine Figuren (und an das Reflexionsvermögen der Zuschauer) glaubt, überzeichnet er sie so lange, bis sie zu Klischees werden.“

## Auszeichnungen
- Bayerischer Filmpreis 2003 an Ruth Toma in der Kategorie Bestes Drehbuch und an Barnaby Metschurat in der Kategorie Bester Nachwuchsdarsteller
- Nominierung für den Deutschen Filmpreis in der Kategorie Bester Spielfilm
- Gilde-Filmpreis in Silber in der Kategorie Bester Deutscher Film
- Die Deutsche Film- und Medienbewertung FBW in Wiesbaden verlieh dem Film das Prädikat besonders wertvoll.